# Arboretum

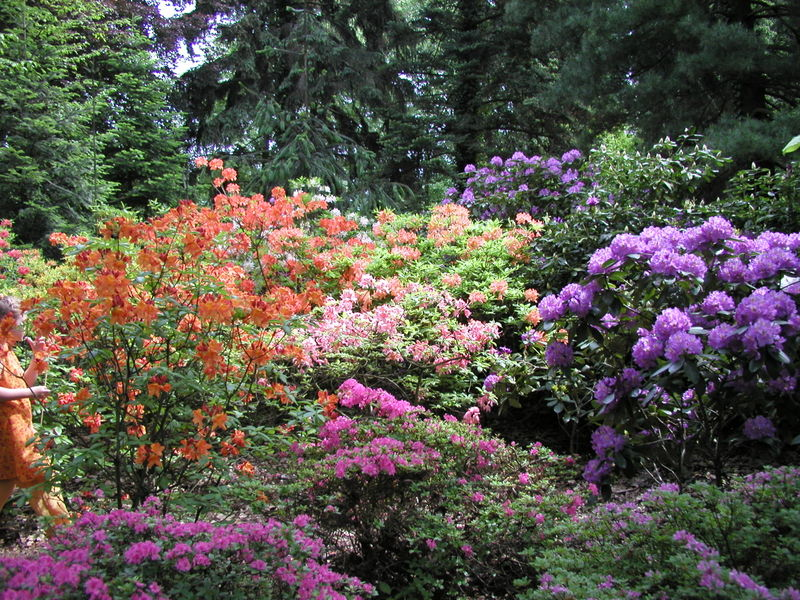
Różaneczniki, z których słynie Arboretum w Kórniku

Arboretum (łac. arbor, arboris – drzewo), ogród dendrologiczny, dendrarium  – miejsce, w którym kolekcjonuje się drzewa i krzewy oraz zwykle prowadzi się badania nad nimi. Przy arboretach działają często placówki naukowe badające morfologię, anatomię, ekologię, fizjologię i genetykę roślin drzewiastych oraz możliwości aklimatyzacji gatunków obcych. Arboreta funkcjonować mogą jako placówki samodzielne, ale stanowić też mogą część ogrodów botanicznych o wszechstronnych kolekcjach. Gatunki dawniej nasadzano w kolekcjach arboretów głównie kierując się względami estetycznymi. Współczesne kolekcje gromadzą różne gatunki według kryterium ekologicznego (tworząc grupy o podobnych wymaganiach siedliskowych) lub systematycznego (grupując gatunki i rodzaje spokrewnione).
Według definicji formalnej arboretum jest szczególnym rodzajem ogrodu botanicznego, którego zasady tworzenia i funkcjonowania w Polsce definiuje ustawa z dnia 16 kwietnia 2004 r. o ochronie przyrody. Kolekcje drzew i krzewów w oficjalnym wykazie Generalnej Dyrekcji Ochrony Środowiska definiowane są jako ogrody botaniczne. W szerszym ujęciu arboretum to dowolna powierzchnia służąca uprawie kolekcji drzew i krzewów.

## Arboreta w Polsce

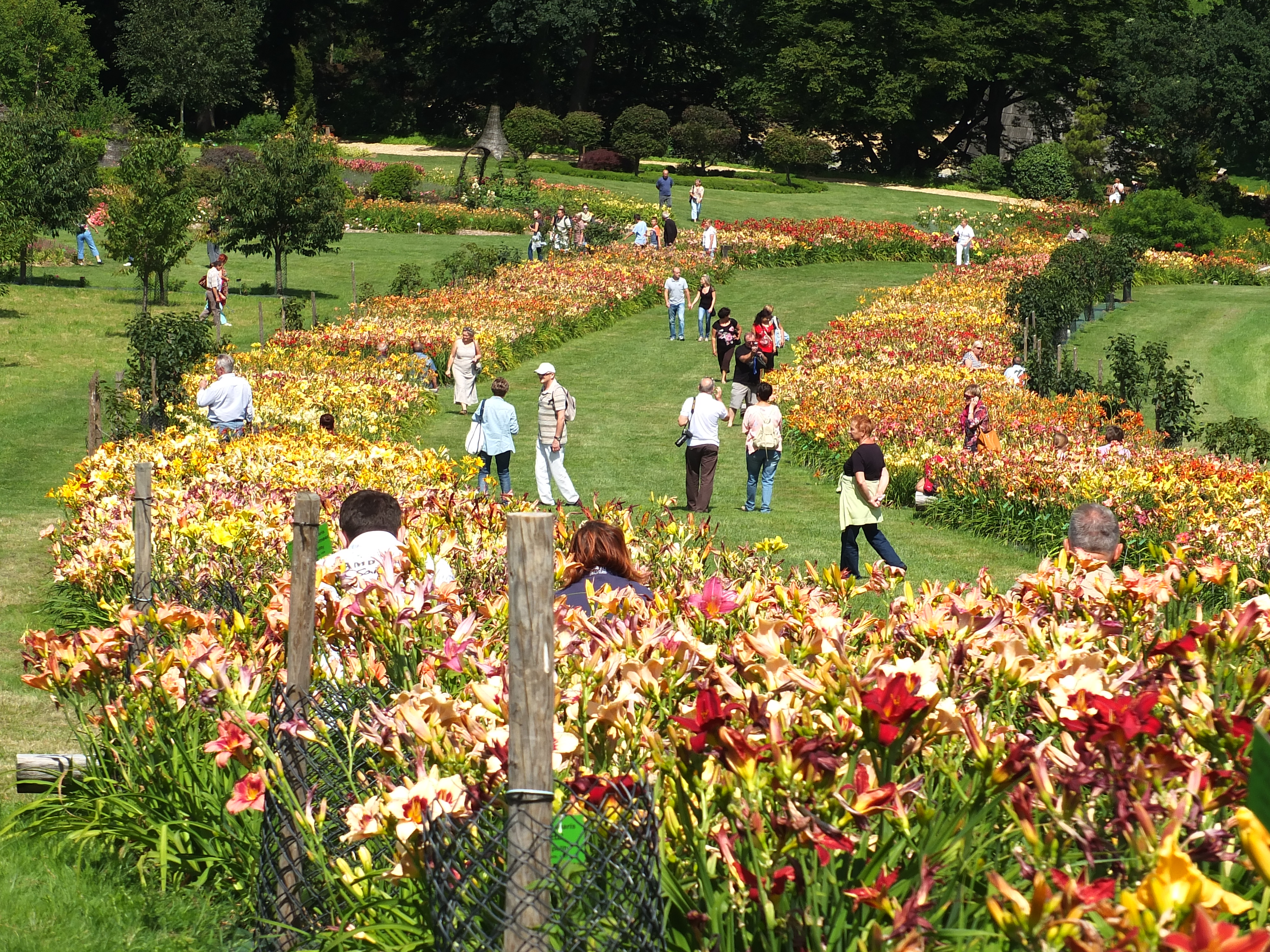
Autostrada liliowców (Hemerocallis) w Arboretum w Wojsławicach

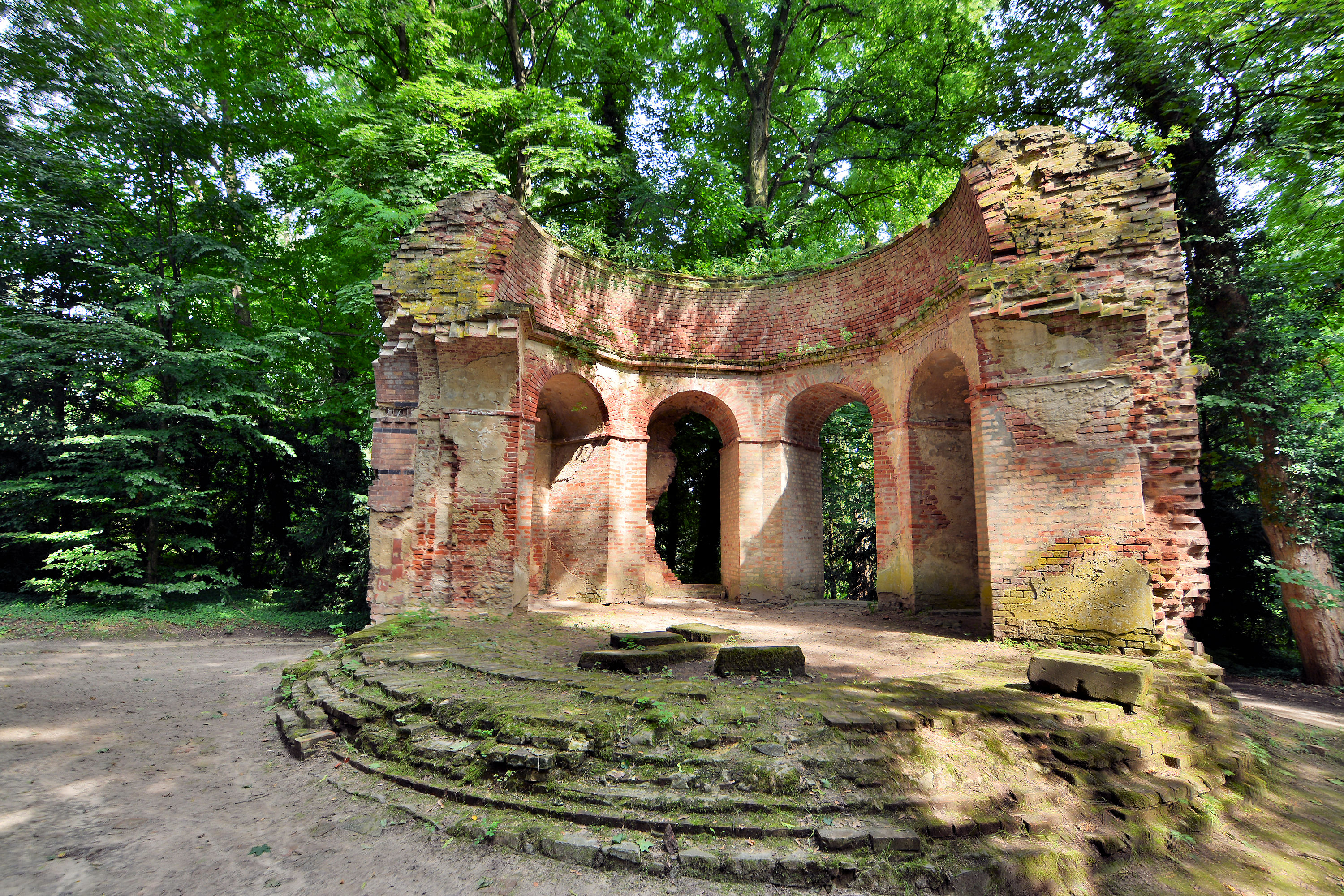
Ogród Dendrologiczny w Przelewicach

Arboreta mające status ogrodów botanicznych: 
1. Arboretum – Ogród Botaniczny Uniwersytetu Kazimierza Wielkiego w Bydgoszczy
2. Arboretum w Bolestraszycach (Ogród Botaniczny w Bolestraszycach; Arboretum i Zakład Fizjografii w Bolestraszycach)
3. Ogród Dendrologiczny w Glinnej
4. Arboretum w Gołuchowie – jeden z najstarszych i największych ogrodów założonych w stylu angielskim w II połowie XIX w.
5. Arboretum Leśne w Nadleśnictwie Janów Lubelski
6. Arboretum Karnieszewice
7. Arboretum w Kopnej Górze (Arboretum im. Powstańców 1863 r.)
8. Arboretum w Kórniku (Ogród Botaniczny Polskiej Akademii Nauk w Kórniku, Arboretum Kórnickie) – najstarsze i najbogatsze w gatunki arboretum w Polsce;
9. Arboretum w Ogrodzie Botanicznym Uniwersytetu Jagiellońskiego w Krakowie
10. Arboretum w Kudypach (Leśne Arboretum Warmii i Mazur w Kudypach)
11. Arboretum w Łódzkim Ogrodzie Botanicznym
12. Ogród Dendrologiczny Uniwersytetu Przyrodniczego w Poznaniu (d. Ogród Botaniczny Akademii Rolniczej w Poznaniu)
13. Arboretum w Marculach (Ogród Botaniczny-Arboretum w Nadleśnictwie Marcule)
14. Ogród Dendrologiczny w Orlu
15. Ogród Dendrologiczny w Przelewicach
16. Arboretum Bramy Morawskiej w Raciborzu
17. Arboretum w Rogowie (Ogród Botaniczny na terenie Leśnego Zakładu Doświadczalnego w Rogowie)
18. Arboretum Leśne im. Prof. Stefana Białoboka w Nadleśnictwie Syców
19. Arboretum w Ogrodzie botanicznym PAN w Warszawie
20. Arboretum Wirty (Ogród Botaniczny „Arboretum Wirty”)
21. Arboretum Wojsławice – filia Ogrodu Botanicznego Uniwersytetu Wrocławskiego - ponad 14 tysięcy gatunków i odmian roślin, z których prawie 90% stanowią odmiany uprawne[6]
22. Arboretum w Zielonce (Arboretum Leśne w Zielonce)

Inne obiekty zwane arboretami:
1. Arboretum Park Gródek w Jaworznie[7]
2. Arboretum Leśne w Laskach[8]
3. Arboretum w Lądku-Zdroju
4. Arboretum w Lipnie
5. Arboretum w Lusławicach
6. Arboretum w Luzinie
7. Arboretum przy Nadleśnictwie Narol[9]
8. Arboretum w Nietkowie
9. Arboretum – Ośrodek Badań Dendrologicznych w Pawłowicach – Uniwersytet Przyrodniczy we Wrocławiu[10]
10. Arboretum w Wojnowicach